# Florence Kuntz
Florence Kuntz este un om politic francez, membru al Parlamentului European în perioada 1999-2004 din partea Franței. 
1. ↑   https://www.europarl.europa.eu/meps/pl/4366/FLORENCE_KUNTZ/history/5 Lipsește sau este vid: |title= (ajutor)
2. ↑  Deputații în Parlamentul European